# Portail de Levignac
Le portail de Levignac, ou portail de Lévinhac, est un portail situé à Saint-Côme-d'Olt, dans le département français de l'Aveyron, en France.

## Localisation
Le portail est situé dans le département français de l'Aveyron, sur la commune de Saint-Côme-d'Olt, au lieu-dit Levignac, ou Lévinhac, à un peu plus d'un kilomètre à l'ouest du bourg. Il fait partie d'une propriété privée, quelques mètres à l'ouest du château de Lévinhac.

## Historique
En 1028, les moines de l'abbaye d'Aniane édifient une église à proximité d'un gué permettant de traverser le Lot, gué régulièrement emprunté lors de la transhumance par les troupeaux qui montent vers les hauteurs de l'Aubrac ou qui en reviennent. En 1208, l'église est cédée à l'hôpital d'Aubrac dont les moines construisent un prieuré et une infirmerie. Au XIXe siècle, les bâtiments doivent être rasés et le sénateur Casimir Mayran réussit en 1854 à sauvegarder le portail de l'église qu'il fait déplacer à proximité. Après la destruction de l'église, des fouilles sont entreprises qui mettent au jour des tombes. Dans plusieurs d'entre elles, les squelettes présentaient un crâne recouvert d'une coquille.
Le portail est inscrit au titre des monuments historiques le 17 avril 1950.

## Description
De style roman, le portail de Levignac est tout ce qui subsiste d'un ancien édifice religieux du XIIe siècle.
Le portail présente une archivolte composée de neuf voussures — dont une sculptée de vingt-quatre petits lions — entourant un tympan.
La partie centrale du tympan révèle deux anges qui tiennent en leurs mains un large médaillon orné d'un chrisme à six branches. Dans la partie supérieure droite, un monstre à tête de lion est en train d'avaler un être humain dont seules les jambes dépassent de la gueule. Les deux parties inférieures du tympan sont chacune ornées d'une rosace et la partie supérieure gauche d'un motif géométrique composé de « cercles croisés en carré ».
Les ébrasements du portail sont composés de six colonnettes surmontées de chapiteaux finement sculptés.

## Galerie

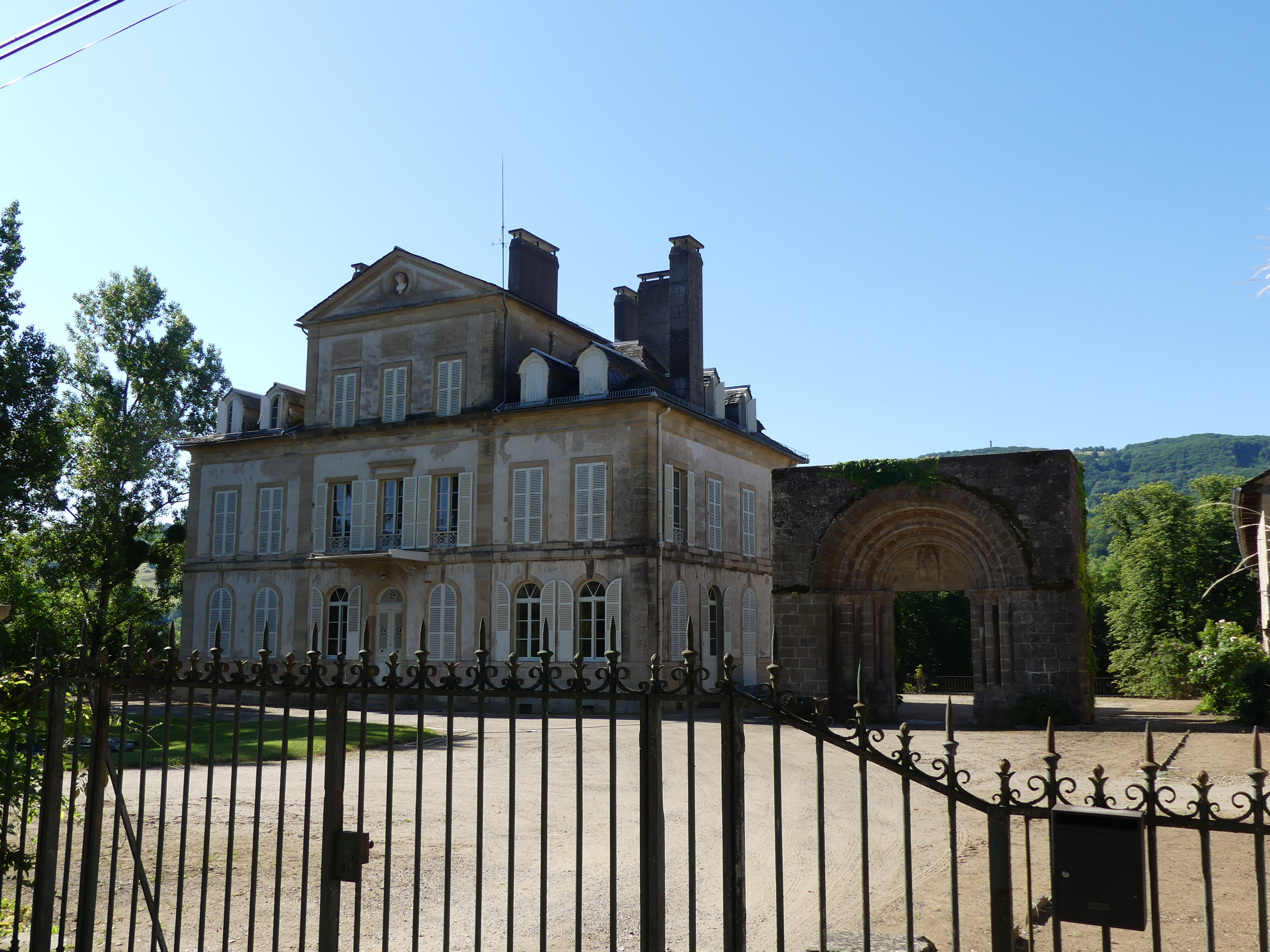
Le château et le portail.
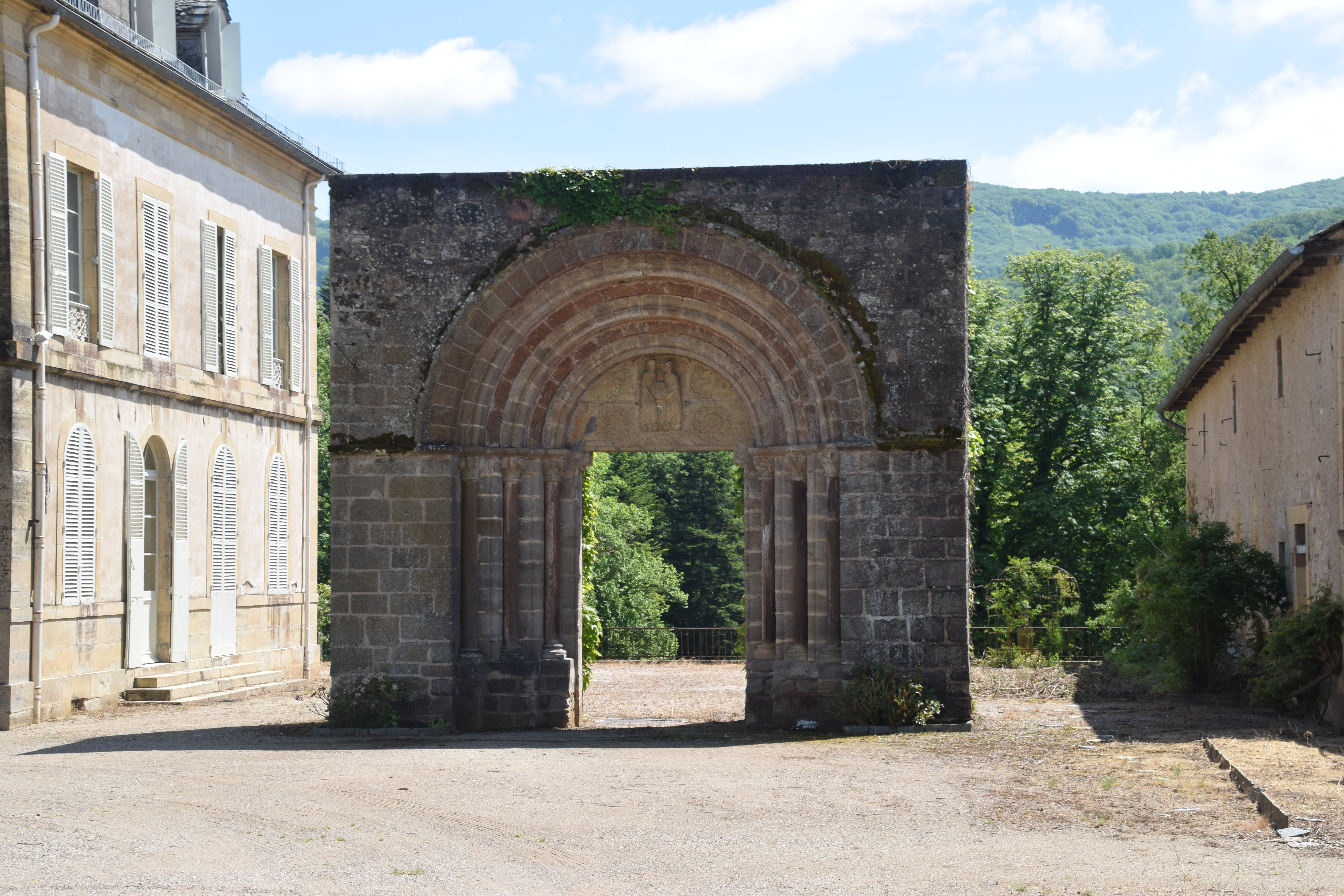
Le portail.
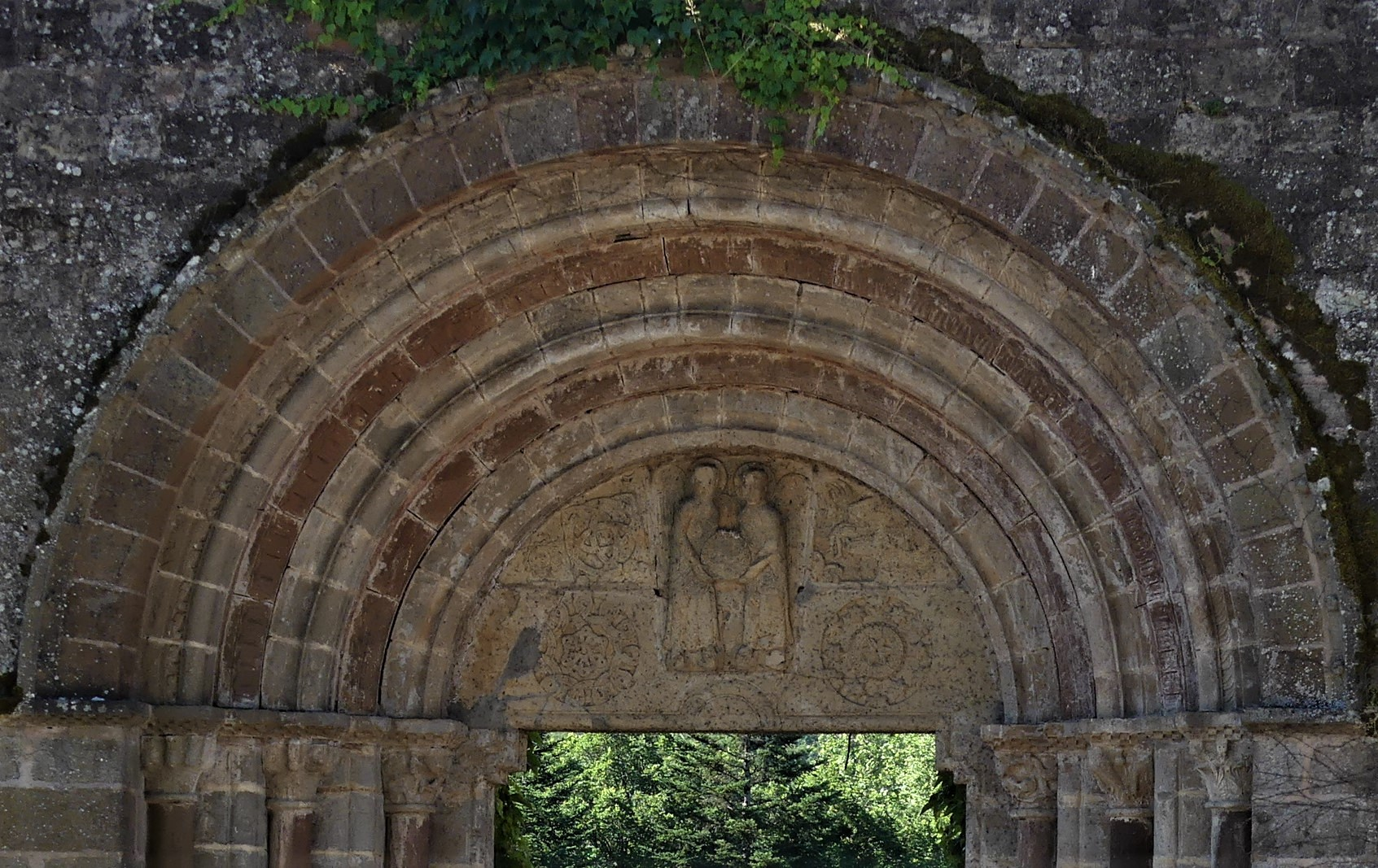
L'archivolte.
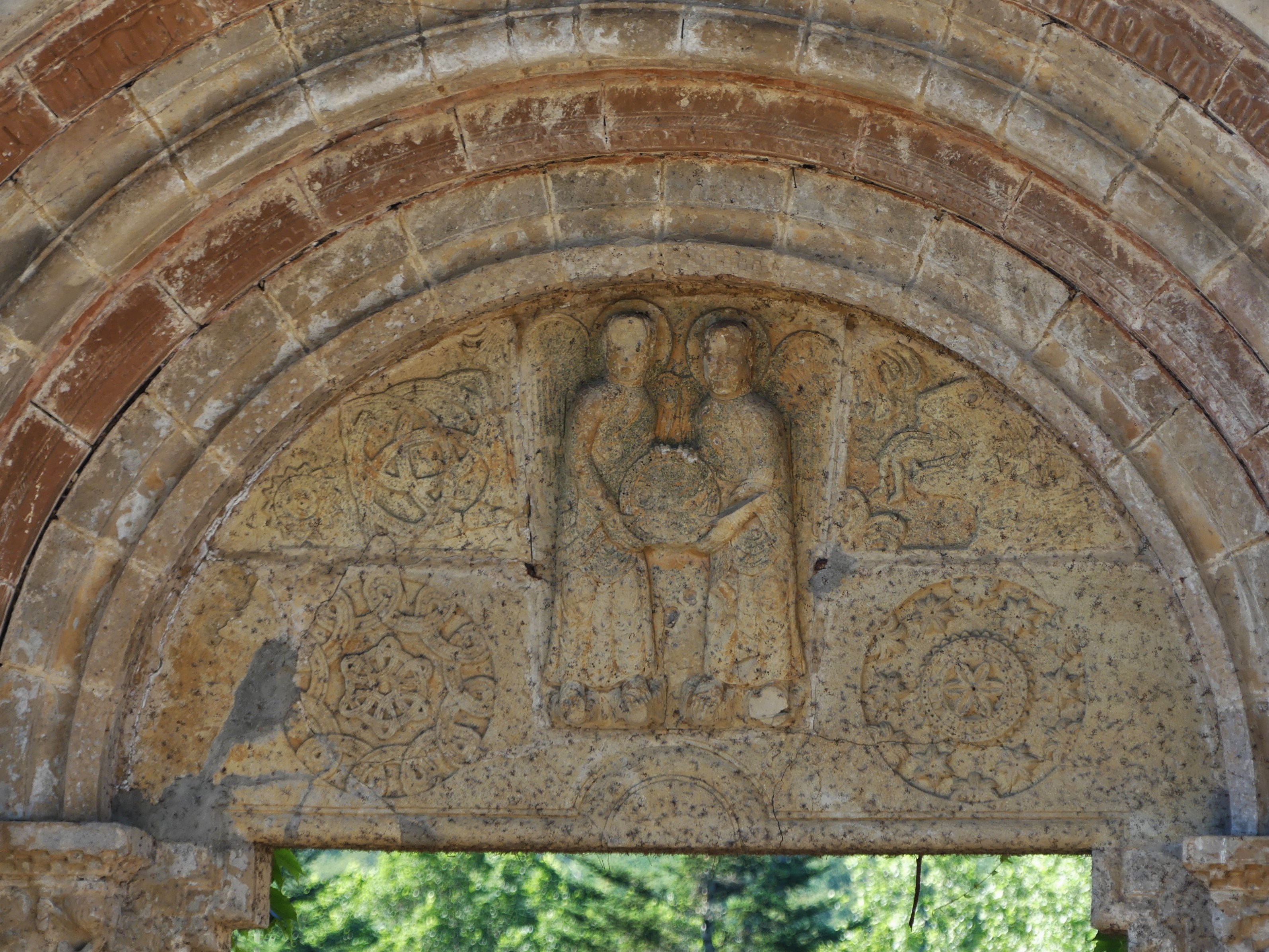
Le tympan.